# وانغ يون داي
د. وانغ يون داي (بالكورية: 황연대؛ من مواليد 12 ديسمبر 1938) هي طبيبة كورية معروفة بعملها على نفع الأشخاص ذوي الإعاقة ودعم الرياضة لهم. ولها جائزة باسمها، «جائزة وانغ يون داي للإنجاز» تقديراً لمساهماتها في الرياضة البارالمبية.

## حياتها المبكرة وتعليمها
ولدت د. وانغ في 12 ديسمبر 1938 في سول، كوريا. أصيبت في سن الثالثة بشلل الأطفال مما أضر بشدة بساقها اليمنى. وقد تمكنت من الوقوف في سن السابعة، بعد إعادة التأهيل والعلاجات الجراحية، ومع ذلك، استمرت في العرج. ونتيجة لذلك، واجهت بعض الصعوبات في تعليمها، بما في ذلك رفض قبولها في مدرسة ابتدائية في سن الثامنة. وعلى الرغم من ذلك، تمكنت من إكمال تعليمها الابتدائي والثانوي بنجاح، مع قبولها في جامعة إيهوا للإناث في 1957 حيث درست الطب. وأكملت شهادتها الطبية في 1963.

## حياتها المهنية
خضعت وانغ لتدريب داخلي في مستشفى جامعة إيهوا للإناث بين عامي 1963 و1964 بعد حصولها على شهادتها الطبية. وبدأت عملها كطبيبة في مستشفى سيفرانس في 1965، مع تركيزها على علاج مرضى شلل الأطفال. وأسست جمعية رعاية الأطفال الكوريين المصابين بشلل الأطفال أثناء عملها في مستشفى سيفرانس في 1966.
حصلت على جائزة مؤسسة الروتاري للمعلمين من ذوي الإعاقة التعليمية في 1972، لتصبح أول كورية تحصل عليها. سمح لها هذا بدراسة تقنيات إعادة التأهيل في المركز الطبي لجامعة نيويورك في عامي 1974 و1975. ومع ذلك، أجبرتها الآلام الشديدة في ساقها اليمنى على العودة إلى كوريا وقطع دراستها في نيويورك. عند عودتها أسست مركز جونغنيب، أول مركز رعاية اجتماعية في كوريا لتلبية احتياجات الأشخاص ذوي الإعاقة (المتأثرين بشلل الأطفال).. قدم المركز تدريباً على المهارات والتمارين الرياضية للأطفال والبالغين وشمل مرافق مثل مركز السباحة. عملت وانغ أيضاً مديرة للمركز، بالإضافة إلى تأسيسها له.
واصلت وانغ عملها المكثف في المجال الطبي على مدار العقد التالي، مع التركيز خاصةً على تحسين تجارب الأشخاص المصابين بشلل الأطفال. فعملت كمديرة للعلاقات العامة في جمعية النساء الطبيات الكوريات وكمحررة لصحيفة «أخبار الطبيبة» بين عامي 1987 و1980. ومنذ ذلك الحين عملت كمديرة أو كانت عضواً في العديد من الجمعيات واللجان المخصصة لتحسين الرعاية وتعزيز الرياضة للأشخاص ذوي الإعاقة، بما في ذلك كونها مديرة ثم رئيسة لوكالة تعزيز التوظيف الكورية للأشخاص ذوي الإعاقة من 1991 إلى 1993. كما عملت كعضو في سياسة الرعاية الشاملة للأشخاص ذوي الإعاقة (وزارة الصحة والشؤون الاجتماعية، كوريا). وأُشيد بعملها من قبل جوائز القيادة النسائية «سيتي-جمعية الشابات المسيحيات» في 2009.

### جهدها في الرياضة لذوي الإعاقة
عملت وانغ في اللجنة المنظمة للألعاب البارالمبية في سول في 1988. حصلت على جائزة «المرأة العصرية» الخامسة من مجلة حياة الزوجة وتبرعت بأموال الجائزة للجنة البارالمبية الدولية. أنشأت اللجنة البارالمبية الدولية جائزة وانغ يون داي للتغلب تكريماً لها، (والتي أصبحت جائزة وانغ يون داي للإنجاز منذ 2006)، لتكريم الرياضيين الذين يجسدون قيم الألعاب البارالمبية. ثم أصبحت جزءاً رسمياً من حفل الختام منذ 2008. مُنحت الجائزة للرياضيين منذ 1988، وكان آخر الحاصلين عليها المتزلجان سيني باي وآدم هول.
عملت د. وانغ في مجال الرياضة لذوي الإعاقة بطرق أخرى عديدة؛ فقد كانت مديرة جمعية كوريا الرياضية للأشخاص ذوي الإعاقة (KOSAD) من 1991 إلى 1998 (واستمرت كنائبة للرئيس حتى 2005)، وعمدة قرية الرياضيين في دورة الألعاب الآسيوية البارالمبية 2014، وعضو في اللجان الخاصة بعروض دورة الألعاب الأولمبية الشتوية في بيونغ تشانغ 2010 و2014. حصلت على العديد من الجوائز تقديراً لعملها، بما في ذلك أرفع جائزة في الألعاب البارالمبية، الوسام البارالمبي. وقُدمت لوحة تقدير لها في حفل ختام الألعاب البارالمبية الشتوية 2018 اعترافاً بمساهماتها في الألعاب.

## حياتها الشخصية
تزوجت من تشونغ أون باي الذي عمل أيضاً على تحسين منفعة الأشخاص ذوي الإعاقة في كوريا.

## الجوائز والتكريم
- جائزة مؤسسة الروتاري للمعلمين ذوي الإعاقة التعليمية (1972)
- جائزة «المرأة العصرية» الخامسة، مجلة حياة الزوجة (1988)
- الوسام البارالمبي (2005)
- جوائز القيادة النسائية من سيتي- جمعية الشابات المسيحيات (2009)
- لوحة تقديرية من البارالمبياد (2018)